# Georgina (imię)
Georgina — w niektórych językach żeński odpowiednik imienia Jerzy, które w języku polskim nie posiada żeńskich odpowiedników (rzadko spotykana forma Jerzyna — w styczniu 2024 w rejestrze PESEL odnotowano 12 wystąpień jako imię pierwsze wśród osób żyjących — nie jestuznawana przez wydawnictwa normatywne za odpowiednik imienia Jerzy; w języku czeskim kobiece imię Jiřina, podobnie jak Jiří, jest natomiast popularne). Forma Georgina bywa spotykana w Polsce, lecz rzadko (w styczniu 2024 w rejestrze PESEL odnotowano 162 wystąpienia jako imię pierwsze wśród osób żyjących).
Georgina obchodzi imieniny 15 lutego.

## Kobiety noszące imię Georgina
- Georgina Tarasiuk – polska piosenkarka
- Georgina von Liechtenstein – księżniczka Liechtensteinu, członkini rodu panującego, 14. z kolei do tronu księstwa

W czeskim wariancie Jiřina: 
- Jiřina Hauková – poetka
- Jiřina Jirásková – aktorka
- Jiřina Křížová – hokeistka na trawie
- Jiřina Pelcová – biathlonistka
- Jiřina Ptáčníková – skoczkini o tyczce
- Jiřina Rutová – autorka podręcznika do nauki języka czeskiego.